# かげきベイビー バーブー赤ちん
『かげきベイビー バーブー赤ちん』（かげきベイビー バーブーあかちん）は、のむらしんぼによる漫画作品。『月刊コロコロコミック』（小学館）にて、1993年12月号から1996年8月号まで連載されていた。『別冊コロコロコミック』（同）にも1995年8月号から1996年8月号まで掲載された。コミックス全5巻。

## あらすじ
いつも元気なスーパーベイビー赤ちん。立ちはだかる悪や困難にちんちん技やうんち技で立ち向かう。スーパードリンクを飲んでパワーアップした赤ちんは、老師や貫太郎の助けを借りて、ライバルの金田親子、その親戚のリッチマン親子、大浴場のヤクザ、浜辺のヤクザなどを倒していく。

## 登場人物

### 赤ちん一家
赤ちん（赤井赤ちん）
主人公。スーパーベイビー。登場人物に「なんて過激な赤ん坊だ」と言わしめるほど過激な赤ん坊。酒乱。体重7.5ポンド。「バブ」が口癖。
最終回では墓地で登場した九尾の狐を九本のうんこで幻惑する。
赤ちんのパパ（赤井青太郎）
サラリーマン。コロコロ商事勤務、営業成績は最下位。初登場時32歳。「エラいぞ赤ちん」が口癖。
赤ちんのママ（赤井桃代）
主婦。初登場時25歳。パパと同じポーズのコマ多数。

### 金田一家
金田金太郎
赤ちんのライバル。読み方は「かねだかねたろう」。第六話から登場。
「世の中何事も…金だ、金だろう」ということで名づけられた金田コンツェルンの御曹司。赤ちんをマネるが、ウンチ技やちんちん技はできない。体重9.3ポンド。「ばぶ」が口癖。
金太郎のママ
金田コンツェルンの奥様。第六話から登場。
赤ちん親子をライバル視している。欲しいのは金ではなく「名誉と名声」。
物語中盤で「金田親子の正体を今、明かすことはできないが」（老師談）と重大な秘密の存在が示唆されていたが、結局明かされることはなかった。
老師（姿焼左ェ門）
全日本赤ちゃん柔道連盟。姿道場主（あるじ）。
貫太郎
犬。元金田家のお手伝い犬。一億円で購入されたが捨てられ赤ちん一家に住みつく。

### リッチマン一家
金田家の遠い親戚。アメリカの大財閥。大牧場経営とコンピューター・自動車の販売。
ダディ
十年ぶりの来日。赤ちんをロープで縛り、カウボーイの血が騒ぐ。
マミィ
羽子板で顔に墨を塗られて感激。
ベイブ
獅子舞にかじられる。

## 金田コンツェルン
存在が明らかになっているものは以下

### 組織
- 特殊部隊
- 建設部隊
- ケーキ職人部隊
- 電化製品部
- 少年合唱団
- 調理部
- 商品サービス部
- 救助部隊
- おみこし課

### 関連施設・イベント
- カネディランド
- カネダヤ
- かねだ警察署
- カネデバー号
- カネラントオリンピック
- カネダグランプリ
- 金田家専用キャンプ場
- 金田スケート場
- ブジTV（買収）
- 生物研究所